# Уральская сверхглубокая скважина
Уральская сверхглубокая скважина (СГ-4) — одна из самых глубоких скважин в Советском Союзе и России, пробурённая на 6015 метров. Находится в 5 км западнее города Верхняя Тура в Свердловской области. Работы вела Уральская геологоразведочная экспедиция сверхглубокого бурения (УГРЭ СГБ) в 1985—2004 годах. Плановая расчётная глубина скважины составляла 15 км.

## История
Фундаментальные геологические исследования, проводимые в связи с реализацией Программы сверхглубокого бурения в СССР, позволили начать строительство новой скважины на территории Среднего Урала. К середине 1980-х годов на месте бурения был возведён комплекс производственных и административных зданий, в Верхней Туре для обслуживающего персонала был сдан жилой посёлок Каменка-Геолог.
Бурение Уральской сверхглубокой скважины началось 15 июня 1985 года. Первоначально работы велись буровой установкой «Уралмаш-4Э», обычно используемой для нефтеразведки. Уже к концу года был пройден первый километр. Бурение проводилось с непрерывным отбором керна и сопровождалось геофизическими исследованиями, включающими в себя 28 различных методов каротажа.
В 1990 году после достижения глубины 4 км (максимально возможной для имеющегося технологического оборудования) был начат монтаж новой буровой установки, рассчитанной на глубину проходки в 15 км, аналогичной используемой на СГ-3. По завершении замены оборудования в следующем, 1991 году, работы были продолжены.
На 1 июля 2000 года глубина Уральской сверхглубокой скважины составляла 5470 м.
Несмотря на постоянное получение ценных научных данных было принято решение о сворачивании проекта. Работы были остановлены в декабре 2004 года, когда до получения важного этапного результата — достижения нижней границы кабанского рудоносного комплекса и нижележащих пород — оставалось всего несколько метров. Официально проект был закрыт 1 января 2005 года. Сама скважина в 2004 году была законсервирована на глубине 6015 м.

Подстанция и лесопилка на месте бывшего бурового комплекса
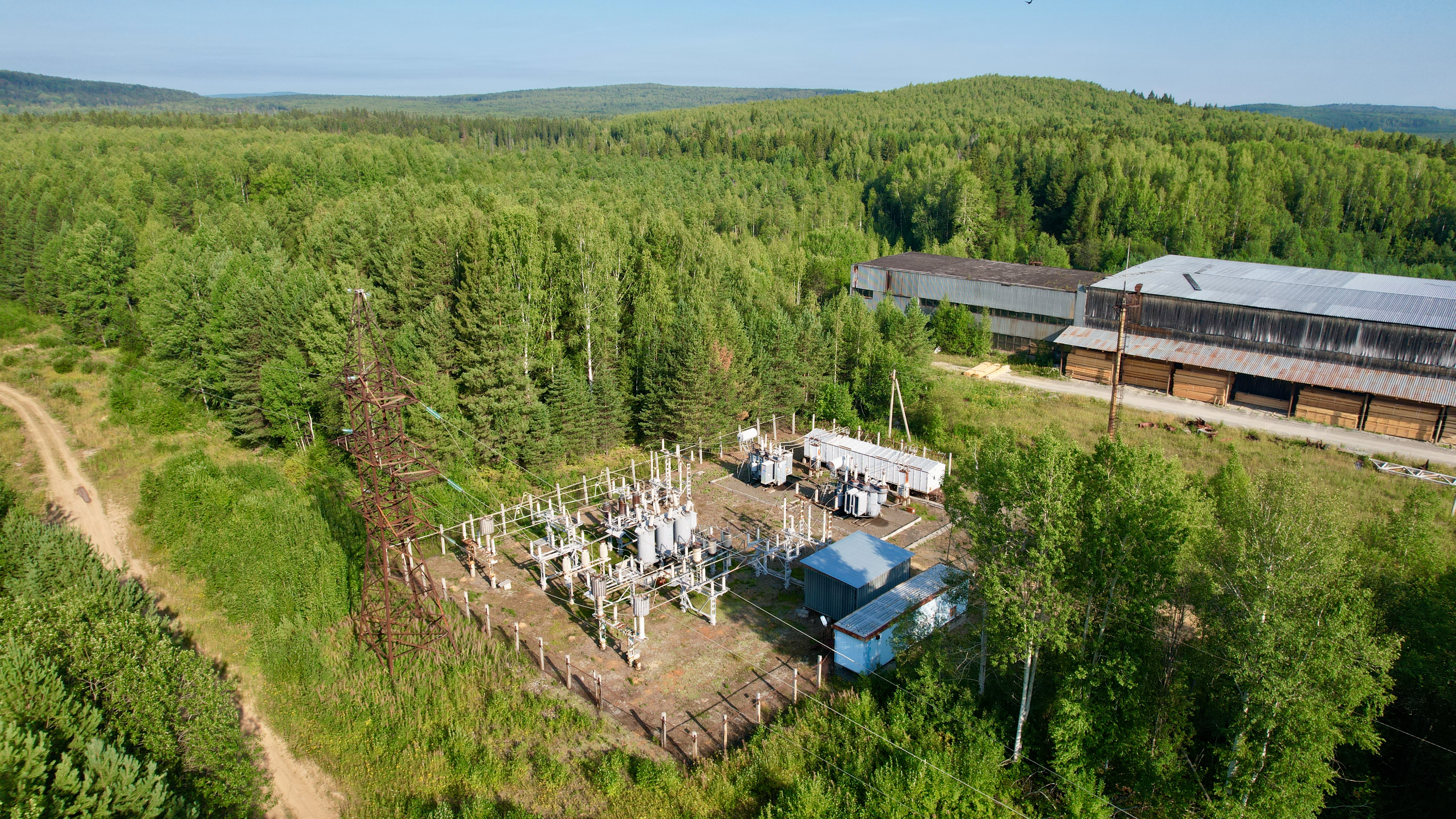
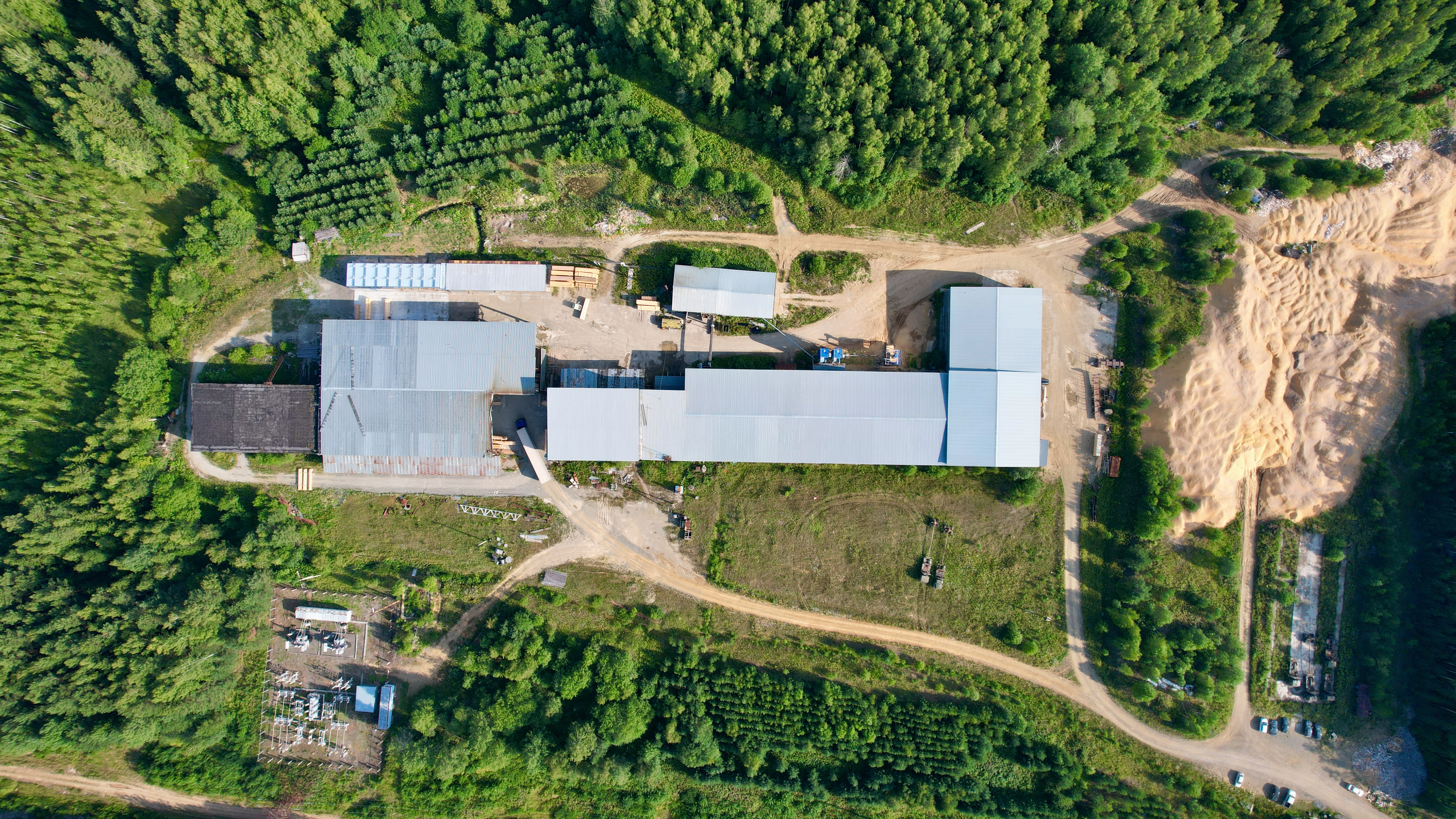
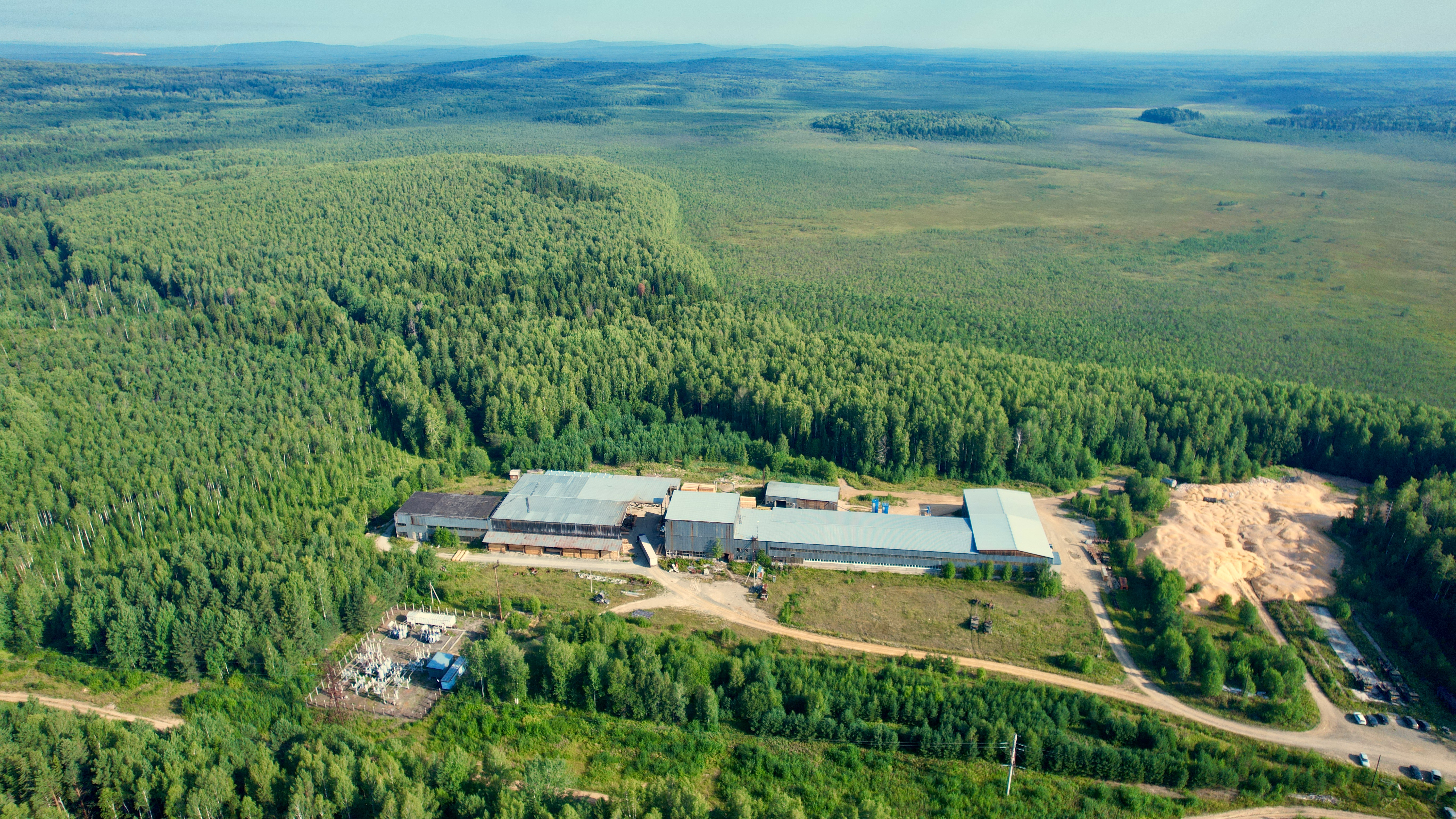